# Polynema fennicum
Polynema fennicum är en stekelart som beskrevs av Soyka 1946. Polynema fennicum ingår i släktet Polynema och familjen dvärgsteklar. Inga underarter finns listade i Catalogue of Life.